# رسول مهرپرور
رسول مهرپرور (‎۱ دی ۱۳۳۶ در درگز – ۲۷ آبان ۱۳۹۶در تهران) سیاستمدار اصلاح طلب، عضو شورای مرکزی و مؤسسین حزب اعتماد ملی و نمایندهٔ حوزهٔ انتخابیهٔ درگز در دورهٔ ششم مجلس شورای اسلامی بوده‌است. او در کناد دیگر اعضا فراکسیون مشارکت در زمره معترضین به قانون محدودیت مطبوعات و ردصلاحیت گسترده نمایندگان اصلاح طلب قرار داشت. رسول مهرپرور در انتخابات سال ۸۴ رئیس دفتر حقوقی ستاد و در سال ۸۸ به عنوان رئیس دفتر مهدی کروبی فعالیت داشت. رسول مهرپرور کاندیدای پنجمین دوره شورای اسلامی شهر و روستا از شهر تهران بود.
رسول مهرپرور در اولین مسوولیت خود در سال ۱۳۵۸ در سن ۲۱ سالگی به عنوان شهردار درگز انتخاب شد و همزمان در دوران شهرداری به صورت افتخاری به عنوان مدیر عامل بنیاد مسکن و نماینده وزیر در زمین شهری شهرستان درگز فعالیت می‌کرد.
در سال ۱۳۶۲ به مناطق جنگی رفت و به عنوان رئیس ستاد بازسازی مناطق جنگ زده دشت آزادگان، فرماندار شهرستان مهران در استان ایلام (بازسازی شهرستان)، فرماندار شهرستان دره شهر فعالیت کرد.
پس از پایان جنگ او به سمت مشاور سیاسی و اجتماعی استانداری ایلام منسوب شد و سپس به عضویت هیئت مدیره شرکت شهرک‌های صنعتی ایلام درآمد و تا قبل از ورود به مجلس شورای اسلامی در سمت مدیر کل صنایع استان ایلام فعالیت کرد.
با توجه به عضویت در کمیسیون صنایع و معادن مجلس شورای اسلامی پس از پایان دوره ششم، به عضویت شرکت شهرکهای صنعتی تهران درآمد. در ادامه بر اساس تجربیات وی در امور شهری، رسول مهرپرور در ستاد حوادث و سوانح غیرمترقبه کشور شروع به فعالیت کرد تا نهایتاً در سال ۸۸ تقاضای بازنشستگی کرد.
وی سابقه فعالیت به عنوان عضو هیئت مدیره و مدیر عامل شرکت سهامی کارکنان وزارت کشور را نیز داشت.
او در ۲۷ آبان ۱۳۹۶ به علت عارضه قلبی درگذشت.